# Nickéline
La nickéline est une espèce minérale composée d'arséniure de nickel de formule NiAs, contenant 43,9 % d'arsenic et 56,1 % de nickel avec des traces : Sb;Fe;Co;S. Au contact de l'air humide, la nickéline peut donner une pseudomorphose par enduit d'annabergite (arséniate vert de nickel).

## Historique de la description et appellations

### Inventeur et étymologie
Décrite par François Sulpice Beudant  en 1832, le nom dérive de la composition chimique (nickel).

## Synonymie
En raison de sa couleur rouge cuivre, le minerai est souvent appelé « cuivre-nickel » : l'équivalent allemand « Kupfernickel » a été employé dès 1694.
- aarite ou arite (Gilbert Joseph Adam 1869) [4]
- nickel arsénical[5]
- nickélite
- niccolite

## Caractéristiques physico-chimiques

### Cristallochimie
- Des petites quantités de soufre, de fer et de cobalt sont habituellement présentes ; l'arsenic peut être significativement remplacé par l'antimoine.
- La nickéline forme une  série isomorphe avec la breithauptite.
- Elle sert de chef de file à un groupe de minéraux isostructuraux qui porte son nom. Ce groupe, noté 2.08.11, fait partie des sulfures, incluant les séléniures et tellurures (2), de formule chimique AmBnXp avec le rapport (m+n):p = 1:1  et de groupe d'espace P63/mmc (2.08). Selon la classification de Strunz, la nickéline appartient au groupe 2.CC.05 des sulfures et sulfosels (II), plus précisément des sulfures de métaux de formule MX (2.C) où M peut être du nickel, du fer, du cobalt ou des éléments du groupe du platine (2.CC).

| Minéral                 | Formule        | Groupe ponctuel | Groupe d'espace |
| ----------------------- | -------------- | --------------- | --------------- |
| Achavalite              | FeSe           | 6/mmm           | P63/mmc         |
| Breithauptite           | NiSb           | 6/mmm           | P63/mmc         |
| Fréboldite              | CoSe           | 6/mmm           | P63/mmc         |
| Hexatestibiopanickélite | (Ni,Pd)(Te,Sb) | 6/mmm           | P63/mmc         |
| Jaipurite               | CoS            | 6/mmm           | P63/mmc         |
| Kotulskite              | Pd(Te,Bi)      | 6/mmm           | P63/mmc         |
| Langisite               | (Co,Ni)As      | 6/mmm           | P63/mmc         |
| Nickéline               | NiAs           | 6/mmm           | P63/mmc         |
| Sederholmite            | NiSe           | 6/mmm           | P63/mmc         |
| Sobolevskite            | PdBi           | 6/mmm           | P63/mmc         |
| Stumpflite              | Pt(Sb,Bi)      | 6/mmm           | P63/mmc         |
| Zlatogorite             | CuNiSb2        | 32/m            | P3m1            |

À la différence du groupe 2.CC.05 selon Strunz, le groupe 2.08.11 selon Dana ne contient pas les minéraux jaipurite et zlatogorite, mais inclut la sorosite et la vavrinite.

### Cristallographie
La nickéline possède une structure hexagonale, groupe d'espace P 63/mmc, dureté de l'ordre de 5-5½ dans l'échelle de Mohs. Il s'agit de l'équivalent hexagonal de la structure galène.
| Les octaèdres occupés partagent des faces : cet arrangement est rare parmi les structures ioniques, mais dans la nickéline chaque atome métallique est proche non pas seulement du non-métal, mais aussi d'autres atomes métalliques, avec lesquels il forme des liaisons métalliques. |
| Une description alternative de la structure peut se faire en mettant le nickel aux sommets d’un réseau hexagonal primitif et l'arsenic au centre des prismes trigonaux formés par le nickel.                                                                                           |

## Gîtes et gisements

### Gîtologie et minéraux associés
GîtologieLa nickéline se forme par action hydrothermale sur les roches ultramafiques et sur les gisements associés et peut se former par remplacement des sulfures de nickel-cuivre (remplacement de la pentlandite et association avec les sulfo-arséniures de cuivre), ou par métasomatose des roches ultramafiques dépourvues des sulfures, où le soufre, ainsi que l'arsenic et les carbonates, est apporté par les fluides métasomatiques. Le résultat est typiquement une association qui comprend la millérite, la heazlewoodite, la pentlandite et la pyrite.
Minéraux associésAnnabergite, barytine, argent, arsénopyrite, breithauptite, chalcopyrite, cobaltine, heazlewoodite, millérite, pentlandite, pyrite, pyrrhotite.

## Exploitation des gisements
UtilisationsLa nickéline est rarement employée comme source de nickel à cause de la présence de l'arsenic, qui est délétère à la plupart des utilisations. Lors de l’altération des gisements de sulfure de nickel, la présence de l'arsenic rend le minerai non rentable dès que la concentration dépasse les quelques centaines de parties par million. Cependant, le minerai arsenical de nickel peut être mélangé à d’autres minerais dépourvus d’arsenic, ce qui donne une teneur plus acceptable pour une utilisation industrielle.